# Batalla de Nayaf del 4 de abril de 2004
La batalla del 4 de abril o batalla de Náyaf fue un enfrentamiento que se llevó a cabo el 4 de abril de 2004 cuando un grupo de milicianos del Ejército de al-Mahdi atacó la base española Al-Ándalus en la ciudad iraquí de Náyaf.

## Antecedentes
El 21 de febrero de 2004 se intentó llevar a cabo en Náyaf una operación conjunta para cerrar definitivamente las llamadas cortes Sharia. En un principio se había planeado que el peso principal de la operación, que involucraba a fuerzas españolas, estadounidenses y la policía iraquí, lo llevase la misma policía. Pero tras una breve reunión de los jefes de los tres contingentes, la policía iraquí se desmarca de la acción alegando que ésta se podría ver comprometida ya que más del 40 % de los policías son simpatizantes del clérigo chií. El general estadounidense Ricardo S. Sánchez propuso a los españoles que realicen ellos la operación, sin embargo tras consultarlo con Madrid, el ministerio de defensa les prohíbe llevar a cabo la acción ante la posibilidad de que las fuerzas españolas sufran bajas.
A la larga esta decisión afectó gravemente al delicado equilibrio de la región. Supuestamente, la negativa española a actuar provocó un profundo enfado en los mandos estadounidenses que llevaron a cabo una serie de acciones que rompieron definitivamente la relativa paz de la zona.
Así el 31 de marzo fueron asesinados cuatro contratistas estadounidenses en una emboscada en Faluya, desencadenando una serie de reacciones en el ejército de los Estados Unidos, que llevaron a la captura del lugarteniente de Muqtada al-Sadr Mustafa Al-Yaqubi en la madrugada del 2 de abril por fuerzas especiales de dicho país. Acusado por su relación con el asesinato en abril de 2003 del Ayatolá Sayyed Abdul Majeed al-Khoei, uno de los principales impulsores de los derechos humanos en Irak, un juez iraquí emitió una orden de arresto contra Yaqubi como resultado de la investigación criminal al efecto. Le fue decretado arresto domiciliario en su casa en Náyaf. La acción criminal de la que fue acusado Yaqubi puso en peligro la seguridad y tranquilidad de los ciudadanos de Irak. Se suponía que su detención reforzaría la postura de aquellos que creen que los que ejercen la violencia y el asesinato contra los ciudadanos de Irak acabarían enfrentándose a un tribunal, demostrando que nadie está por encima de la ley.
El arresto junto con el cierre de al-Hawza, un periódico de Sadr, la semana anterior, desencadenó el domingo 4 una serie de incendiarias declaraciones de al-Sadr: «No hay lugar para manifestaciones, como el enemigo que adora el terror y suprime las opiniones e ignora al pueblo» dijo en un acto público. «Os pido que no os empleéis en manifestaciones porque son una baza inútil y debemos buscar otras vías» dijo. «Aterrorizar a vuestro enemigo, porque no podemos quedarnos callados ante sus violaciones».

## La batalla[8][9]
Sobre las 11:50 de la mañana se oyen los primeros disparos en la ciudad de Náyaf. La policía iraquí que fue enviada para controlar la creciente manifestación en la ciudad es recibida a tiros y se ve obligada a refugiarse en la base española Al-Ándalus.
Pronto la situación se escapa de control y la base comienza a ser atacada con fuego de fusilería y RPG. Tiradores de la milicia comienzan a disparar desde el cercano hospital de la ciudad. Un francotirador iraquí alcanza mortalmente al capitán estadounidense Matthew Eddy, que se encontraba en la azotea de la base. Desde ese momento las milicias iraquíes tratan abiertamente de tomar la base Al-Ándalus.
Se desplegaron varios BMR cuyas ametralladoras de 12,70 mm presentan problemas de fiabilidad. Los francotiradores del M.O.E. español tomaron posiciones y comienzan a seleccionar blancos. Estos últimos observaron a través de sus miras cómo los insurgentes utilizaban niños para acarrear munición para los asaltantes, teniéndolos en varias ocasiones en punto de mira, pero deciden no abrir fuego contra ellos.
Tropas salvadoreñas, que regresaban de realizar ejercicios de instrucción al ejército iraquí, se ven obligadas a refugiarse en la comisaría local y la cárcel, a la espera de rescate. Logran avisar por radio al mando de la base de que se encuentran atrapados. Desde donde tuvieron que combatir a los militantes y rescatar a miembros importantes de Estados Unidos destacados en la ciudad.
Los blindados españoles BMR que defendieron el perímetro de la base se vieron obligados a emplearse a fondo para evitar que el enemigo entrara en la base. Sin embargo los constantes problemas de estos vehículos con sus ametralladoras, obligaron a su tripulación a enfrentarse al enemigo desde las escotillas de los mismos.
Con el ataque generalizado en todo el perímetro de la base y recibiendo fuego de mortero, se ordena a los VEC españoles reforzar la entrada principal. Mediante el cañón de 25 mm se abate a los atacantes que intentaron ocultarse tras vehículos o muros de ladrillos.
Los francotiradores del M.O.E. localizaron al francotirador insurgente que abatió al capitán estadounidense y utilizando un fusil Barrett de 12,7 mm fue eliminado. A lo largo de la batalla los tiradores del M.O.E. causaron 3 bajas más confirmadas.
Una furgoneta intentó entrar a la base, siendo inmediatamente destruida por el fuego de los VEC. Esto hizo disminuir la intensidad de los ataques.
Finalmente el ataque sobre la base fue repelido completamente y a medida que la situación se normalizaba se comenzó a organizar una partida de rescate para las tropas sitiadas en la cárcel.
Para sorpresa de los españoles y sin esperar instrucciones, tropas salvadoreñas salieron a pie al rescate de sus compañeros atrapados en la comisaría y la cárcel. A mitad del recorrido, de unos 2 km, sufrieron varias emboscadas y quedaron atrapados. Completamente rodeados e inmovilizados, se vieron obligados a combatir cuerpo a cuerpo. En la acción destacó el cabo Toloza, al matar enemigos con su cuchillo. Durante el combate murió el soldado Natividad Méndez, al fallar su M-16 y no disponer de bayoneta durante un combate cuerpo a cuerpo. El resto de tropas salvadoreñas debió perseguir a los enemigos para recuperar el cuerpo del soldado caído.
El mando español en la base Al-Ándalus siguió la acción de los salvadoreños. Al percatarse de su crítica situación el entonces coronel Alberto Asarta envió a una sección al mando del alférez Guisado. Éste guio las tropas de rescate, pero son detenidos por un fuego insurgente desde las azoteas y ventanas de las calles que tenían que cruzar. Minutos más tarde una sección de BMR sale en apoyo de las tropas salvadoreñas que se encontraban bloqueadas en las calles, eliminando amenazas y dándoles cobertura en los cruces y esquinas.
La sección de BMR realizó 2 viajes a través de Náyaf. El primero fue para evacuar al muerto y a dos heridos graves de la cárcel y el segundo para formar un convoy y dar protección a los vehículos del mismo.
Finalmente las bajas aliadas han sido cifradas en 3 (un soldado salvadoreño, un aliado irakí y un capitán estadounidense) y unos 250 por parte de los insurgentes.
El Coronel Asarta, el Alférez Guisado y el Sargento Vergara recibieron por esta acción sendas Cruces del Mérito Militar con distintivo rojo.

## Unidades que intervinieron

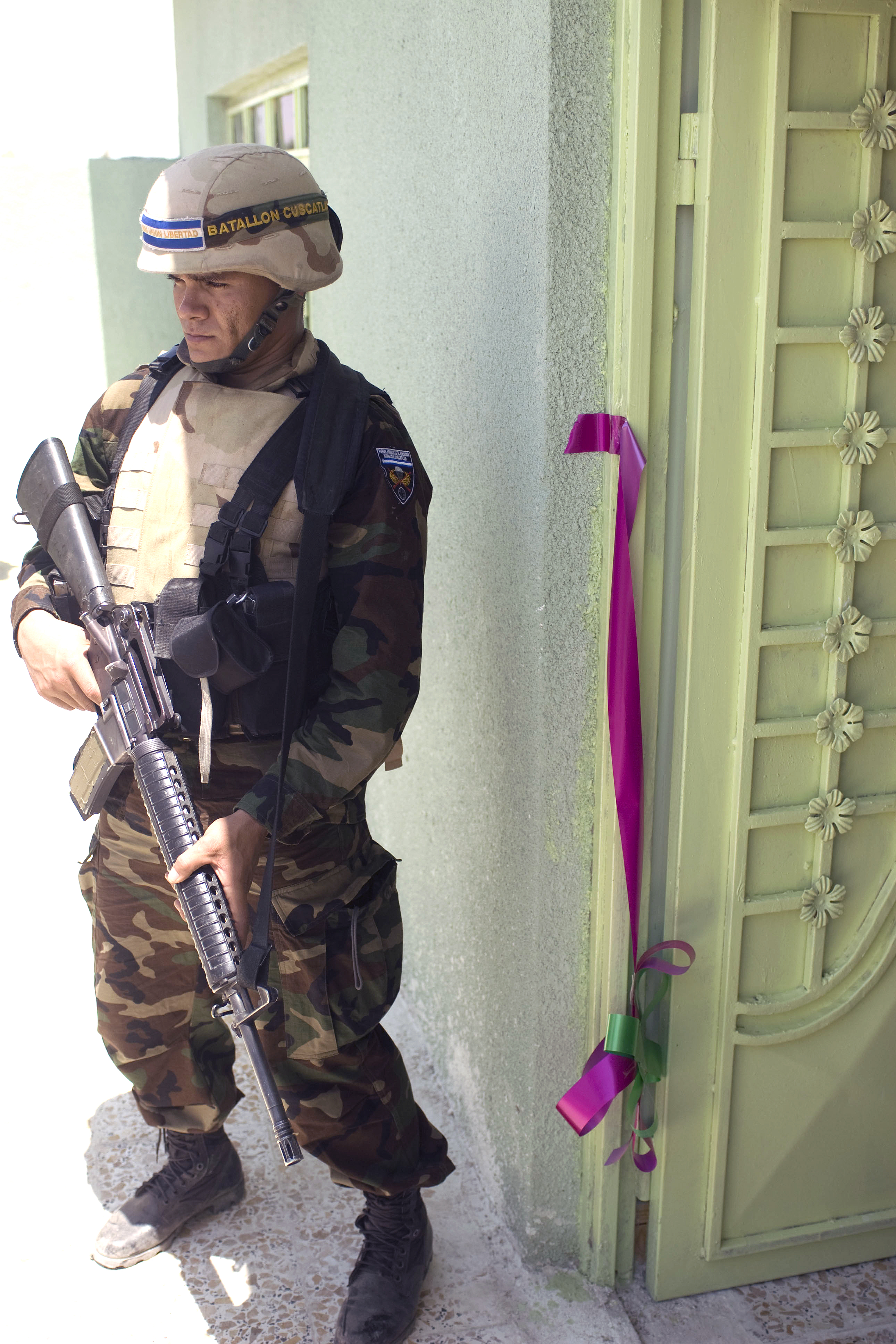
Soldado del Batallón Cuscatlán I de la Fuerza Armada de El Salvador

- B Company - 711th Signal Battalion, con sus QRF (Quick Reaction Force).[cita requerida]
- Policía Militar del 503rd Military Police Brigade (Airborne).[cita requerida]
- Soldados del Batallón Cuscatlán I de la Fuerza Armada de El Salvador.[cita requerida]
- Pelotón del RCLAC «Farnesio» del Ejército Español (Base Al-Ándalus).[cita requerida]
- Sección del RIMZ «Saboya» 6.
- Grupo de francotiradores del Mando de Operaciones Especiales del Ejército de España.[cita requerida]
- 8 hombres de Blackwater USA Security.[cita requerida]
- Helicópteros Apache.[¿cuántos?][cita requerida]

## Refuerzos
- Equipo FAC del 4th ANGLICO.[cita requerida]
- 1 ODA del 5th Special Forces Group.[cita requerida]
- Grupo de Apoyo Aéreo Ligthning 27 (USAF).[cita requerida]
- 3 Helicópteros MD-530F Little Bird de Blackwater, parte de la escolta personal de Paul Bremer.[cita requerida]
- 1 slice de helicópteros Apache.[cita requerida]
- 1 NOE (Núcleo de Operaciones Especiales) del GOE-XIX Maderal Oleaga.[cita requerida]
- Sección del RCLAC Farnesio, Cia. del RIM «Saboya».[cita requerida]

## Controversia
Uno de los principales puntos de controversia son el elevado número de bajas civiles y el carácter de las manifestaciones que empezaron por la mañana.
La CPA difundió la siguiente nota de prensa:
"CJTF-7 Public Affairs BAGDAD, Irak. 4 de abril de 2004. Ataque sobre fuerzas de la Coalición en Camp Golf, An Najaf:
Un gran número de hombres, muchos vestidos de negro, atacaron una base de la Coalición con fuego de armas ligeras hoy en An Najaf. Fuerzas de la Coalición, incluyendo aviones de la Fuerza Aérea y helicópteros de combate del Ejército, respondieron al ataque. Varios soldados de la Coalición resultaron heridos. No hay comentarios sobre su estado".
Las autoridades de la Coalición indicaron, así mismo, que las noticias relativas a cientos de bajas entre los civiles son "incorrectas". "Cualquier comentario acerca de que los españoles abrieron fuego indiscriminado contra civiles en una manifestación pacífica es incompatible con lo que hemos visto en el terreno" dijo un oficial. Esta mañana, el Administrador de la Coalición, Paul Bremer III dijo que los iraquíes se han ganado la libertad de manifestarse pero "esta libertad debe ser ejercida pacíficamente", de acuerdo con las declaraciones de la CPA. "Esta mañana un grupo de gente en Najaf cruzó la línea y tornaron a la violencia. Esto no va a ser tolerado. Esto no va a ser tolerado por la Coalición, no va a ser tolerado por el pueblo iraquí ni va a ser tolerado por las tropas de seguridad iraquíes".
El otro es la actuación de las tropas españolas durante la batalla, que han sido acusadas desde ciertos sectores de los ejércitos salvadoreños y estadounidense de pasividad durante la misma.[cita requerida] La novela 'Aunque caminen por el valle de la muerte' (Literatura Random House, 2017), de Álvaro Colomer, aborda estas polémicas y da una versión de los hechos basada en entrevistas a combatientes de todos los países implicados.

## Filtración de los Registros de la Guerra por WikiLeaks
El 22 de octubre de 2010 WikiLeaks hace públicos los denominados Registros de la Guerra de Irak (Iraq War Logs); numerosos registros militares del Departamento de Defensa de los Estados Unidos. Entre la amplia documentación aparecen registros que reflejan la crudeza de la batalla del 4 de abril de 2004 en Náyaf, el mayor enfrentamiento de los militares españoles contra la milicia chií. La noche del 3 de abril se produjo la detención de Mustafá al Yaqubi, lugarteniente de clérigo chií Muqtada al-Sadr por parte de las fuerzas de la coalición internacional lo que provocó una serie de ataques. El arresto del que los mandos españoles no fueron informados desencadenó el mayor desencuentro con el Ejército estadounidense, cuando ya se conocía que el recién elegido presidente José Luis Rodríguez Zapatero se disponía a cumplir el compromiso electoral de retirar las tropas españolas de Irak que habían sido enviadas durante el gobierno de José María Aznar dentro de los acuerdos de la Cumbre de las Azores. Los españoles sufrieron dos heridos, pero a partir de ahí y hasta la retirada completa, el 21 de mayo de 2004, el ejército español tuvo que hacer frente a una situación de guerra real en vez de la definición de "misión de paz" para la que teóricamente se había enviado.